# マンボNo.5
「マンボNo.5」（Mambo No.5）は、キューバのペレス・プラードが1949年に制作・発表した楽曲であり、マンボのインストゥメンタル曲では最も知られている曲の1つである。50年後にドイツ人のルー・ベガがカバーしたバージョンも世界中でヒットした。

## オリジナル
この曲の歴史はマンボのバンドリーダーであるペレス・プラードが1949年に制作したことから始まる。プラードはこの曲よりBMI（アメリカ合衆国の音楽著作権管理団体）に登録され、BMI Awardを受賞した。プラードはこれを含め433作品の作品を発表している。
「マンボの王様」ことプラードがRCAレコードの子会社であるメキシコのレコードレーベルと契約し、このインストゥメンタル・マンボを作曲した。この曲は北米にマンボ・ブームを巻き起こし、プラードは1951年4月のアメリカツアーを成功させた。また、1950年9月にデイヴ・バーバーがカバーしたバージョンはポップチャートで27位を記録した。
「マンボNo.5」は、日本では学校教育でも使用されており、例えば教育芸術社の小学5年生の音楽の教科書に掲載されている。

## 高中正義のバージョン
1977年に日本のギタリスト高中正義が、「マンボ No.5」をディスコ風にアレンジしたバージョンを発表。そのバージョンでは新たに歌詞が追加されており、YMOの「中国女」や「BEHIND THE MASK」などの楽曲を作詞したChris Mosdellが担当した。

### 収録曲
| 全編曲: 高中正義。 |                              |               |             |          |      |
| #                  | タイトル                     | 作詞          | 作曲        | 唄       | 時間 |
| 1.                 | 「MAMBO NO.5 (DISCO DANGO)」 | Chris Mosdell | Perez Prado | 高中正義 | 4:00 |
| 2.                 | 「OH! TENGO SUERTE」         | 高橋ユキヒロ  | 高中正義    | Tan Tan  | 4:13 |

### 収録アルバム
| 楽曲                     | アルバム       | 発売日       | 備考                  |
| ------------------------ | -------------- | ------------ | --------------------- |
| MAMBO NO.5 (DISCO DANGO) | 『TAKANAKA』   | 1977年3月5日 | 2ndオリジナルアルバム |
| OH! TENGO SUERTE         | 『SEYCHELLES』 | 1976年7月1日 | 1stオリジナルアルバム |

## ルー・ベガのバージョン
1999年にドイツ人の歌手ルー・ベガが、「マンボ No.5」をダンス・ポップ風にアレンジしたバージョンを発表した。そのバージョンでは、ベガの元ガールフレンドたちがコーラスを歌っている。彼の本国ドイツやイギリスなどヨーロッパ大陸のほとんどの国のチャートで1位を記録し、フランスでは20週間1位を記録した。オーストラリアでは年間1位を記録するヒットとなった。アメリカでもヒットし、Billboard Hot 100で3位を記録した。
| 先代 「Mi Chico Latino」 by ジェリ・ハリウェル | 全英シングルチャート ナンバー1 シングル （ルー・ベガ バージョン） 1999年8月28日 - 1999年9月11日 | 次代 「We're Going to Ibiza」 by ベンガボーイズ |